# Jan Gustaf Olsson
Jan Gustaf Folke Olsson, född 14 januari 1914 i Malmö, död 13 september 2002  i Göteborg, var en svensk kommunalborgmästare.
Ollson, som var son till kronofogde Gustaf Olsson och Maria Hain, avlade studentexamen 1933 och blev juris kandidat vid Lunds universitet 1939. Efter tingstjänstgöring i Norrvikens domsaga 1939–1942 var han extra ordinarie länsnotarie i Göteborgs och Bohus län 1942–1946 och kommunalborgmästare i Strömstads stad från 1947. Han var ledamot av olika kommunala nämnder.